# Щит (телесеріал)
«Щит» (англ. The Shield) — американський кримінальний драматичний телесеріал з Майклом Чиклісом у головній ролі, прем'єра якого в США відбулася на FX 12 березня 2002 — 25 листопада 2008 року (сім сезонів). Створений Шоном Раяном і The Barn Productions для Fox Television Studios і Sony Pictures Television. Серіал, відомий своїм зображенням корумпованих поліціянтів, спочатку рекламувався як «Рампарт» у зв'язку з реальним корупційним скандалом у підрозділі поліції «Рампарт», на якому приблизно базувалося зображення «Ударної команди» в серіалі.
Розширені ролі в серіалі виконували кілька відомих акторів, серед яких були Гленн Клоуз (головна жіноча роль четвертого сезону), Майкл Пенья (4 сезон), Ентоні Андерсон (4-6 сезони), Форест Вітакер (головна роль у 5 і 6 сезонах), Лора Геррінґ (5 сезон), Франка Потенте (6 сезоні), Лорі Голден (7 сезон).
«Щит» є яскравим прикладом телевізійного нуару, оскільки він зосереджується на моральній неоднозначності, характерній рисі естетики цього жанру.
Серіал отримав визнання критиків і багатьма вважається одним із найкращих телесеріалів усіх часів. У 2002 році він здобув премію «Золотий глобус» як найкращий драматичний телесеріал, а останній сезон у 2008 році нагороджений Американським інститутом кіномистецтва. Актор Майкл Чикліс у 2002 році отримав премії «Еммі» та «Золотий глобус» за найкращу головну чоловічу роль у драмі.

## Опис
«Щит» розповідає про діяльність експериментального відділу Департаменту поліції Лос-Анджелеса, створеного у вигаданому районі міста — Фармінгтон («Ферма»), де панує бандитське насильство, торгівля наркотиками та проституція. Базуючись у переобладнаній церкві («Амбар»), вони працюють над підтриманням миру в окрузі та зниженням рівня злочинності.
Центральна частина підрозділу — «Ударна команда» (англ. Strike Team), яку очолюють детективи Вік Маккі (актор Майкл Чикліс), Шейн Вендрелл (Волтон Гоггінс), Кертіс Леманскі (Кенні Джонсон) та Ронні Гардокі (Девід Ріс Снелл). Маккі та «Ударна команда» для отримання інформацію та арештів використовують незаконні методи, самі беруть участь у злочинах, пов'язаних із наркотиками. Хоча підозріло висока ефективність «Ударної групи» змушує керівника відділу, капітана Девіда Асеведу (актор Бенто Мартнес), підозрювати їхні методи, він цінує успіх підрозділу, оскільки його детективи допомагають політичним планам самого капітана стати мером Лос-Анджелеса.
Спроби приєднати п'ятого члена до «Ударної команди» — Террі Кроулі, який не входить до кола Маккі, провалюються. Пілотний епізод закінчується тим, що Маккі, підозрілий щодо лояльності новачка, застрелює того під час арешту підозрювано, якого й підставляє як убивцю Террі. Це запускає події, які нависають над «Ударною командою» і тривають протягом усього серіалу.
На створення «Щита» й «Ударної команди» авторів телесеріалу надихнув підрозділ Rampart Division Community Resources Against Street Hoodlums (CRASH) у Департаменті поліції Лос-Анджелеса. «Rampart» серйозно розглядалося як назва серіалу і навіть використовувалося в деяких ранніх рекламних анонсах серіалу.